# Lindewerra
Lindewerra é um município da Alemanha localizado no distrito de Eichsfeld, estado da Turíngia. Pertence ao verwaltungsgemeinschaft de Hanstein-Rusteberg.